# Naissance en 1965
Naissance
- 1961
- 1962
- 1963
- 1964
- 1965
- 1966
- 1967
- 1968
- 1969

Les naissances en 1965 concernent les personnalités nées entre le 1er janvier et le 31 décembre 1965.

## Janvier
- 1er janvier : Lisa Roberts Gillan, actrice et productrice américaine.
- 4 janvier :
  - Yvan Attal, acteur et réalisateur français.
  - Julia Ormond, actrice britannique.
  - Guy Forget, joueur de tennis français.
- 5 janvier : Natty Tardivel, danseuse et actrice française.
- 7 janvier : Jean-Marc Laurent, journaliste, animateur de télévision et radio.
- 8 janvier : 
  - Michelle Forbes, actrice américaine.
  - Pascal Obispo, chanteur français.
- 9 janvier : 
  - Valérie Garnier, joueuse puis entraîneuse de basket-ball française.
  - Haddaway, chanteur trinidadien.
  - Joely Richardson, actrice britannique.
- 10 janvier : Butch Hartman, acteur, producteur, réalisateur et scénariste américain.
- 11 janvier :
  - Bertrand de Billy, chef d'orchestre français.
  - Christoph Westerthaler, footballeur puis entraîneur de football autrichien († 20 juillet 2018).
- 12 janvier :
  - Madhabi Puri Buch, femme d'affaires indienne.
  - Hugues Royer, écrivain et journaliste français († 13 mai 2017).
  - Rob Zombie, chanteur et musicien de métal américain.
- 14 janvier : Farida Momand, femme politique afghane.
- 15 janvier : 
  - Pascal Deynat, naturaliste français.
  - Ruth Erdt, femme photographe suisse.
  - Susi Pudjiastuti, femme d'affaires indonésienne.
  - Elizabeth Rodrigues Gomes, athlète handisport brésilienne.
- 18 janvier : Valérie Damidot, animatrice de télévision et actrice française.
- 19 janvier : Sébastien Ajavon, homme d’affaires et homme politique béninois.
- 20 janvier : Sophie Rhys-Jones Comtesse de Wessex, épouse d'Edward de Wessex.
- 21 janvier :
  - María Luisa Ramos Urzagaste, diplomate bolivienne.
  - Philippe Raxhon, historien belge.
- 22 janvier : Diane Lane, actrice américaine.
- 25 janvier : Eric Engstrom, programmeur américain († 1er décembre 2020).
- 26 janvier : Kevin McCarthy, homme politique américain.
- 27 janvier : Alan Cumming, acteur, producteur, réalisateur, scénariste et compositeur britannico-américain.
- 29 janvier :
  - Laurent Violet, humoriste et acteur français († 3 décembre 2015).
  - Anton Goubankov, journaliste et fonctionnaire soviétique puis russe († 25 décembre 2016).

## Février
- 1er février : 
  - Sherilyn Fenn, actrice américaine.
  - Brandon Lee, acteur américain, fils de Bruce Lee († 31 mars 1993).
  - Stéphanie de Monaco, Princesse de la Principauté de Monaco.
- 3 février : Maura Tierney, actrice américaine.
- 6 février :
  - Philippe Neau-Leduc, professeur de droit privé et avocat français († 11 juillet 2015).
  - Marie-Josée Ifoku, femme politique congolaise (RDC).
- 7 février : 
  - Chris Rock, humoriste, acteur, réalisateur et producteur américain.
  - Jason Gedrick, acteur américain.
  - Julien Courbet, journaliste, animateur-producteur de télévision et de radio français.
- 11 février : Amore Bekker, animatrice radio et écrivaine sud-africaine.
- 12 février : 
  - Mia Frye, danseuse et chorégraphe américaine
  - Brett Kavanaugh, juge à la Cour suprême des États-Unis depuis 2018.
- 13 février.
  - Philippe Jarbinet, auteur de bande dessinée belge.
  - Peter O'Neill, premier ministre de Papouasie-Nouvelle-Guinée depuis 2011.
- 16 février : 
  - Valérie Trierweiler, journaliste française.
  - Adama Barrow, personnalité politique gambien.
- 18 février : Dr. Dre, rappeur américain.
- 20 février : 
  - Jean-Pierre Amougou Belinga, homme d'affaires et éditeur camerounais.
  - Ron Eldard, acteur américain.
- 24 février : Bas Rutten, combattant néerlandais de combat libre.
- 25 février : Laralyn McWilliams, développeuse italienne de jeu vidéo († 5 février 2024).
- 26 février : Sylvain Bied, footballeur français († 18 février 2011).

## Mars
- 1er mars :
  - Booker Huffman, catcheur américain.
  - Chris Eigeman, acteur américain.
- 3 mars : Tedros Adhanom Ghebreyesus, homme politique éthiopien.
- 4 mars : 
  - Paul W. S. Anderson, réalisateur, producteur et scénariste britannique.
  - Iouri Lontchakov, cosmonaute russe.
- 8 mars : 
  - Robert Sabuda, illustrateur américain.
  - Hamed Bakayoko, homme d'État ivoirien († 10 mars 2021).
- 11 mars : 
  - Jennifer Couëlle, auteure de livres jeunesse.
  - Jesse Jackson, Jr., politicien américain.
- 13 mars : Huguette Bokpè Gnacadja, avocate béninoise.
- 14 mars : Aamir Khan, comédien et réalisateur indien.
- 13 mars : Karim Ouchikh, homme politique français.
- 16 mars : 
  - Cristiana Reali, actrice italo-brésilienne.
  - Mark Carney, homme politique, banquier canadien, britannique et irlandais.
- 22 mars : 
  - David Linx, chanteur de jazz belge.
  - Rick Harrison, homme d'affaires américain.
- 23 mars : Richard Grieco, acteur américain et ancien mannequin.
- 24 mars :
  - Mark Calaway, connu sous le nom de Undertaker, catcheur américain.
  - Peter Jacobson, acteur américain.
- 25 mars :
  - Souad Labbize, poétesse algérienne.
  - Sarah Jessica Parker, actrice et productrice américaine.
- 29 mars : William Oefelein, astronaute américain.
- 31 mars : Raimundas Udrakis, cavalier lituanien de saut d'obstacles.

## Avril
- 1er avril :
  - Geofrey Abadie, joueur de rugby à XV français († 6 juin 2015).
  - Naşide Göktürk, écrivaine, chanteuse et poétesse turque († 30 août 2016).
- 3 avril : Pascal Broulis, homme politique suisse membre du Parti libéral-radical.
- 4 avril : Robert Downey Jr., acteur et scénariste américain.
- 7 avril : 
  - Bill Bellamy, acteur américain.
  - Matt Servitto, acteur américain.
  - Sylvain Luc, guitariste français de jazz († 13 mars 2024).
- 9 avril : 
  - Christian Jeanpierre, journaliste sportif animateur de télévision français.
  - Helen Alfredsson, golfeuse suédoise.
  - Mark Pellegrino, acteur américain.
- 10 avril : Diébédo Francis Kéré, architecte germano-burkinabé.
- 12 avril : Roland Baar, rameur d'aviron allemand († 23 juin 2018).
- 14 avril : Monique Kengné, sprinteuse camerounaise.
- 15 avril : 
  - Soichi Noguchi, spationaute japonais.
  - Salou Djibo, est un militaire nigérien.
- 17 avril : William Mapother, acteur américain.
- 19 avril : 
  - Natalie Dessay, soprano française.
  - Suge Knight, producteur américain.
- 21 avril : Jessica Rizzo, actrice pornographique italienne.
- 22 avril : Roman Coppola, metteur en scène de cinema et de musique vidéo américain.
- 25 avril : Édouard Ferrand, homme politique français († 1er février 2018).
- 30 avril : Adrian Pasdar, acteur américain.

## Mai
- 5 mai : Fei Junlong, taïkonaute chinois.
- 7 mai : 
  - Marc Barrow, acteur pornographique français.
  - Owen Hart, catcheur canadien († 23 mai 1999).
- 9 mai : Valérie Guignabodet, scénariste et réalisatrice française († 23 février 2016).
- 10 mai : Linda Evangelista, mannequin canadienne.
- 12 mai : Nimah Ismail Nawwab, poétesse saoudienne.
- 14 mai : 
  - Christophe Marguet, batteur et compositeur de jazz français.
  - Blanca Oteyza, actrice espagnole.
- 15 mai : Gulshara Abdykhalikova, femme politique kazakhe.
- 16 mai : Kim Janey, femme politique américaine.
- 17 mai : Trent Reznor, musicien américain, membre du groupe Nine Inch Nails.
- 19 mai : Jean d'Orléans, prince français.
- 20 mai : Paolo Seganti, acteur italien.
- 21 mai : Manolo Mejía, matador mexicain.
- 22 mai : Venus Xtravaganza, femme trans américaine († 21 décembre 1988).
- 23 mai : Melissa McBride, actrice américaine.
- 24 mai : John C. Reilly, acteur, producteur et scénariste américain.
- 25 mai :
  - John D. Olivas, astronaute américain.
  - Pat Cash, joueur de tennis australien.
- 27 mai : 
  - Tom Piccirilli, auteur américain de fantastique, d'horreur et de thriller († 11 juillet 2015).
  - Todd Bridges, acteur, réalisateur et producteur américain.
- 29 mai : Bakhtiar Khudojnazarov, réalisateur, scénariste et producteur tadjik († 21 avril 2015).
- 30 mai : Cécile Auclert, comédienne, compositrice et metteur en scène française.

## Juin
- 2 juin : Willie Dille, femme politique néerlandaise († 8 août 2018).
- 4 juin : 
  - Andrea Jaeger, joueuse de tennis américaine.
  - Shannon Walker, astronaute américaine.
- 5 juin :
  - Élisabeth Buffet, humoriste et actrice française.
  - Philippe Rahmy, poète et écrivain suisse († 1er octobre 2017).
- 6 juin : Eli Yatzpan, humoriste de la télévision israélienne.
- 8 juin : Frank Grillo, acteur américain.
- 10 juin :
  - Elizabeth Hurley, actrice, mannequin et productrice britannique.
  - Eta Rory, femme politique du Vanuatu.
- 11 juin : 
  - Geno Lechner, actrice allemande de cinéma et de théâtre.
  - Pamela Gidley, actrice et mannequin américaine († 16 avril 2018).
  - Yasuko Sawaguchi, actrice japonaise.
- 12 juin : T. B. Joshua, pasteur néopentecôtiste et télévangéliste nigérian († 5 juin 2021).
- 13 juin : Lesli Kay, actrice américaine.
- 14 juin : Jean-Christian Fraiscinet, humoriste français.
- 15 juin : Lohana Berkins, activiste trans argentine († 15 février 2016).
- 16 juin : Christine Lambrecht, femme politique allemande.
- 20 juin : Marc Van Ranst, virologue belge.
- 21 juin : 
  - François Baroin, homme politique et ministre français.
  - Ivana Coppola, actrice et directrice artistique franco-italienne.
  - Yang Liwei, premier taïkonaute à bord de Shenzhou 5.
- 22 juin : Uwe Boll, réalisateur, scénariste et producteur allemand.
- 25 juin : Jean Castex, homme d'État et haut fonctionnaire français, premier ministre de la République Française du 3 juillet 2020 au 26 mai 2022.
- 27 juin : Stéphane Paille, footballeur et entraîneur français († 27 juin 2017).
- 29 juin : Cristina Sciolla, patineuse de vitesse sur piste courte italienne.
- 30 juin : 
  - Philippe Duquesne, acteur français.
  - Jo Jae-hyeon, acteur sud-coréen.

## Juillet
- 2 juillet : 
  - Luc Borrelli, footballeur français († 3 février 1999).
  - Juan José Fuentes, un boxeur français.
- 5 juillet : Kathryn Erbe, actrice américaine.
- 6 juillet : Gary Robson, footballeur anglais.
- 7 juillet : Alain Laplagne, humoriste français.
- 8 juillet : Reggie Bagala, homme politique américain  († 9 avril 2020).
- 13 juillet : Stathis Kouvélakis, philosophe grec.
- 16 juillet : Billy Mitchell, recordman américain de jeux vidéo.
- 17 juillet : Peter Rafael, chanteur allemand († 22 février 2008).
- 18 juillet : Jean-Marc Souami, présentateur de météo français.
- 19 juillet : Scott David Tingle, astronaute américain.
- 20 juillet : Tarō Kimura, homme politique japonais († 25 juillet 2017).
- 21 juillet : Eric Diard, homme politique français.
- 22 juillet : Shawn Michaels, catcheur américain.
- 23 juillet : Slash, guitariste anglo-américain.
- 24 juillet : 
  - André Pangrani, scénariste de bande dessinée, éditeur et nouvelliste français († 31 juillet 2016).
  - Paul Ben-Victor, acteur et producteur américain.
- 25 juillet : Dzifa Gomashie, actrice, productrice, scénariste et femme politique ghanéenne.
- 27 juillet : Trifon Ivanov, footballeur bulgare († 13 février 2016).
- 28 juillet : Vincent Moscato, animateur radio, comédien, humoriste, ancien rugby français.
- 31 juillet : J. K. Rowling, écrivain britannique.

## Août
- 3 août : Vincent Perrot, journaliste, animateur de radio et de télévision français.
- 4 août :
  - Crystal Chappell, actrice américaine.
  - Yumiko Shige, skipper japonaise († 9 décembre 2018).
- 5 août : Jean-Marc Morandini, journaliste, animateur de radio et de télévision et producteur français.
- 6 août : 
  - David Robinson, joueur américain de basket-ball.
  - Kim Sang-jung, acteur sud-coréen.
  - Mamadou Moustapha Ba, homme politique sénégalais († 4 novembre 2024).
- 9 août : Joshua Cox (de), acteur et réalisateur américain.
- 10 août : Toumani Diabaté, musicien malien († 19 juillet 2024).
- 19 août :
  - Grigorios Aggelidis, entrepreneur et homme politique allemand.
  - Mark Bernstein, blogueur et wikipédien biélorusse.
  - Kyra Sedgwick, actrice et productrice américaine.
- 20 août : Ali Dia, footballeur et imposteur sénégalais
- 24 août : Marlee Matlin, actrice et productrice américaine.
- 27 août : Arno Klarsfeld, avocat franco-israélien.
- 28 août
  - Shania Twain, chanteuse canadienne.
  - Amanda Tapping, actrice britannico-canadienne.
  - Satoshi Tajiri, créateur et producteur de la franchise Pokémon.
- 29 août : Andrew Nkea Fuanya, évêque catholique camerounais.

## Septembre
- 3 septembre : 
  - Charlie Sheen, acteur, scénariste et producteur américain.
  - Marie Chevalier, actrice française.
- 5 septembre : César Rincón, matador colombien.
- 7 septembre :
  - K. K. Haridas, réalisateur indien († 26 août 2018).
  - Özen Yula, écrivain turc.
- 9 septembre : Charles Esten, acteur et musicien américain.
- 10 septembre : Mona Mahmudnizhad, enseignante iranienne († 18 juin 1983).
- 11 septembre : 
  - Bachar el-Assad, homme d'État syrien, président de la Syrie depuis le 17 juillet 2000.
  - Tomo Fujita, guitariste japonais.
  - Moby, auteur-compositeur-interprète, chanteur, musicien, producteur, réalisateur artistique et photographe américain.
  - Morkin Steven, homme politique vanuatais († 16 avril 2016).
- 14 septembre : Dmitri Medvedev, homme d'État russe.
- 17 septembre : Yuji Naka, programmeur et créateur de Sonic the Hedgehog
- 19 septembre : Sunita Williams, astronaute américaine.
- 21 septembre : Frédéric Beigbeder, romancier français.
- 23 septembre : Ed Llewellyn, Ambassadeur britannique en France depuis 2016.
- 25 septembre :
  - Scottie Pippen, joueur de basketball américain.
  - Anne Roumanoff, humoriste et comédienne française.
- 26 septembre : Petro Porochenko, homme d'affaires et homme politique ukrainien.
- 27 septembre : Nathalie Rihouet, présentatrice météo française.
- 28 septembre :
  - Christopher Evan Welch, acteur américain († 2 décembre 2013).
  - Roschdy Zem, acteur, réalisateur et scénariste franco-marocain
  - Éric Ciotti, homme politique français.
- 30 septembre : Corine Serra-Tosio, tireuse sportive française.

## Octobre
- 1er octobre : 
  - Mia Mottley, avocate et femme d'État barbadienne.
  - Ted King, acteur américain.
- 2 octobre : Ferhan et Ferzan Önder, pianistes turco-autrichiennes.
- 4 octobre : John Melendez, acteur et scénariste américain.
- 5 octobre :
  - Mario Lemieux, joueur de hockey sur glace canadien.
  - Patrick Roy, joueur de hockey sur glace canadien.
- 8 octobre : 
  - Burr Steers, acteur et réalisateur américain.
  - Peter Greene, acteur américain.
- 9 octobre : Jeff Dahlgren, guitariste et producteur musical américain.
- 10 octobre : Chris Penn, acteur américain († 24 janvier 2006).
- 12 octobre : Oleg Iourievitch Roï, écrivain russe.
- 13 octobre : 
  - Eric Blanc, humoriste et imitateur franco-béninois.
  - Johan Museeuw, coureur cycliste belge.
  - Philippe Torreton, acteur français et normand.
  - Merete Pryds Helle, écrivaine danoise, romancière, auteure de nouvelles et de romans d'enfance et de jeunesse et poétesse.
- 14 octobre : Moez Sinaoui, diplomate, homme politique, avocat et homme de médias tunisien.
- 19 octobre : Frankie Paul, musicien et chanteur jamaïcain († 18 mai 2017).
- 22 octobre : Régis Manon, footballeur gabonais († 1er janvier 2018).
- 24 octobre : 
  - Isabelle Berro-Amadeï, magistrate, diplomate et femme d'État monégasque.
  - Marcel Mbangu Mashita, officier Général-major au sein des Forces armées de la République démocratique du Congo.
- 25 octobre : 
  - Nils Koppruch, musicien allemand († 10 octobre 2012).
  - Pap Ndiaye, historien et homme politique français d'origine sénégalaise et ministre de l'éducation nationale depuis 2022.
- 27 octobre :
  - Oleg Kotov, cosmonaute soviétique.
  - Vincent Mc Doom, personnalité médiatique et mondaine, animateur, styliste et mannequin français.
  - Oleh Mikhniouk, militaire ukrainien († 20 août 2014).
- 28 octobre :
  - Jami Gertz, actrice américaine.
  - Shawn Smith, chanteur et musicien américain († 3 avril 2019).
  - Zoran Ubavič, footballeur slovène († 21 novembre 2015).
- 29 octobre :
  - Marc Engels, ingénieur du son belge († 9 avril 2020).
  - Denis Mathen, homme politique belge de langue française.
  - Chen Xiaoxu, actrice chinoise († 13 mai 2007).

## Novembre
- 2 novembre :
  - Paweł Adamowicz, homme politique polonais († 14 janvier 2019).
  - Shahrukh Khan, acteur indien.
  - Samuel Le Bihan, acteur français.
- 3 novembre : Ann Scott, romancière française.
- 5 novembre : Omar Touray, diplomate et homme politique gambien.
- 6 novembre : Kwon Hae-hyo, acteur sud-coréen.
- 8 novembre : Abou Iyadh, militant islamiste tunisien († 14 juin 2015).
- 10 novembre : Eddie Irvine, pilote automobile nord irlandais.
- 11 novembre : Laurent Fourrier, footballeur français († 22 mars 1988).
- 16 novembre : Isaac Zida, chef de l'état puis premier ministre burkinabé.
- 17 novembre : Rouslana Pyssanka, actrice et animatrice de télévision ukrainienne († 19 juillet 2022).
- 19 novembre : Laurent Blanc, footballeur français.
- 21 novembre : Björk, chanteuse islandaise.
- 26 novembre : 
  - Scott Adsit, acteur américain.
  - Mike Tschumi, joueur de hockey sur glace canado-suisse.
- 27 novembre : Rachida Dati, magistrat et femme politique française, ancienne ministre de la Justice.
- 30 novembre : Ben Stiller, acteur, humoriste, réalisateur, scénariste et producteur américain.

## Décembre
- 3 décembre : Guillaume Ancel, ancien officier et écrivain français.
- 4 décembre : Wayne Lotter, acteur de la protection animale sud-africain († 16 août 2017).
- 9 décembre : Ariane Massenet, journaliste et animatrice de télévision française.
- 12 décembre : 
  - Pascal Garray, dessinateur et scénariste belge († 17 janvier 2017).
  - Kay Gottschalk, homme politique allemand.
  - Peter Briggs, scénariste et directeur de la photographie britannique.
- 14 décembre : Ted Raimi, acteur et scénariste américain.
- 16 décembre : Nancy Valen, actrice américaine.
- 17 décembre : 
  - Kim Eui-sung, acteur sud-coréen.
  - Khin Khin Htoo, écrivaine birmane.
- 18 décembre :
  - Sebastian Grigg, homme politique britannique.
  - Valentin Mogilny, gymnaste soviétique († 22 novembre 2015).
  - John Moshoeu, footballeur sud-africain († 21 avril 2015).
- 19 décembre : Pierre Cassignard, comédien et metteur en scène français († 20 décembre 2021).
- 20 décembre : Christophe Urios, rugbyman et entraîneur français.
- 22 décembre : Sergi López, acteur espagnol.
- 23 décembre : Andreas Kappes, coureur cycliste allemand († 30 juillet 2018).
- 24 décembre : Marcelo Villena Alvarado, écrivain et poète bolivien.
- 27 décembre : Salman Khan, acteur indien.
- 28 décembre : Dany Brillant, chanteur et acteur français.
- 29 décembre : Dexter Holland, chanteur et guitariste du groupe punk The Offspring.
- 31 décembre : 
  - Gong Li, actrice chinoise.
  - Nicholas Sparks, écrivain américain.

## Date précise non connue
- Priti Adani, femme d'affaires et philanthrope indienne.
- Jalila al-Salman, militante pour les droits de l'homme bahreïnienne.
- Naomi Beukes-Meyer, réalisatrice, productrice, scénariste et actrice allemande et namibienne.
- Uma Devi Badi, militante et femme politique népalaise.
- Dunya Mikhail, poétesse irako-américaine.
- Kafa Al-Zou'bi, romancière jordanienne.
- Stella Immanuel, femme médecin camerounaise.
- Agnès Callamard, experte des droits humains française.
- Anatole Collinet Makosso, Homme d'état congolais et premier ministre du Congo-Brazzaville depuis 2021.
- Kim Seong-hye, femme politique nord-coréenne.
- Talal Ali Silo, ancien colonel des forces syriennes et ancien porte-parole officiel des Forces Démocratiques Syriennes.
- Cheikh Ag Aoussa, chef rebelle touareg († 8 octobre 2016).
- Seo Mi-ae, auteur de roman policier sud-coréenne.
- Jeannine Mukanirwa, militante congolaise pour les droits des femmes.
- Ali Lamine Zeine, homme politique nigérien.